# Stoopid Monkey
Stoopid Monkey, LLC (literalmente, Mono Estúpido, LLC) es una compañía de producción de Seth Green y Matthew Senreich, establecido en 2005,además es la productora de la serie Pollo Robot (En coproducción con ShadowMachine Films, Sony Pictures Digital y Williams Street).

## Logos de producción

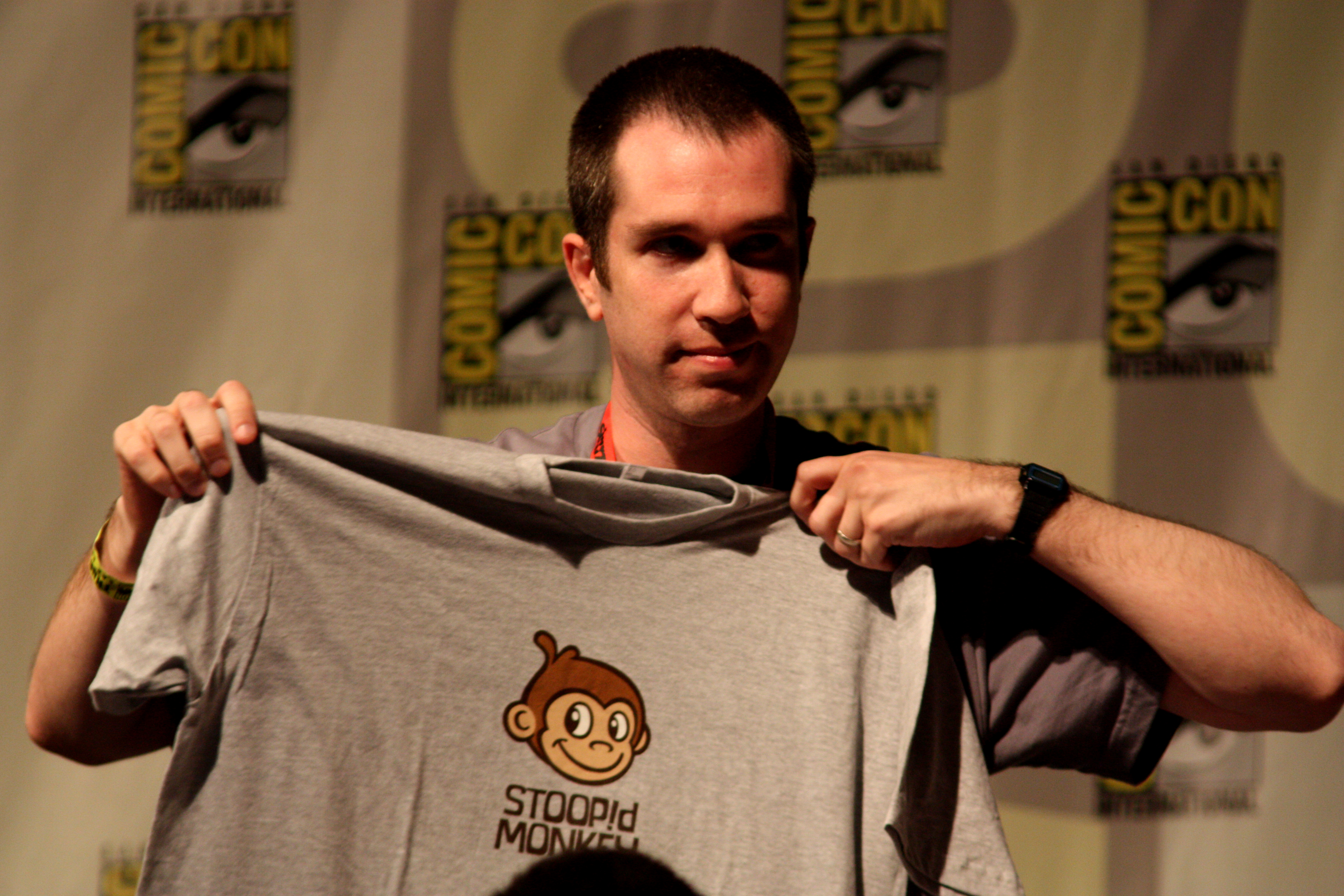
Matthew Senreich sosteniendo una camiseta de Stoopid Monkey.

En el logotipo de la serie se puede observar la palabra Stoopid está escrito irónicamente como Stoop!d, también la imagen principal es sobre un mono realizando accidentalmente acciones que lo perjudican (Ej: En una ocasión el mono se estaba martillando a sí mismo, robando el huevo a un águila, comiéndose su cola, jugando con tijeras, pinchándose la cabeza del mono, quemándose el brazo, ec.) y por último se puede escuchar la frase "Stoopid Monkey" (interpretado por Seth Green).

## Filmografía

### Series de televisión
| Cadena     | Show                | Creador(es) / Desarrollador(es)                       | Año(s)                       | Coproducción(s) | Notas                                                          |
| ---------- | ------------------- | ----------------------------------------------------- | ---------------------------- | --- | -------------------------------------------------------------- |
| Adult Swim | Robot Chicken       | Seth Green Matthew Senreich                           | 2005–presente                | ShadowMachine Films (seasons 1–5) Sony Pictures Digital (seasons 1–5) Sony Pictures Television (seasons 6–10) Williams Street | Produced under Stoop!d Monkey.                                 |
| Adult Swim | Titan Maximum       | Matthew Senreich Tom Root                             | stoopid monkey/universal/mgg | Tom Is Awesome ShadowMachine Films Williams Street                                                                            | Produced under Stoop!d Monkey.                                 |
| Crackle    | SuperMansion        | Matthew Senreich Zeb Wells                            | 2015–2019                    | Moon Shot Entertainment | Produced under Stoop!d Monkey.                                 |
| Netflix    | Buddy Thunderstruck | Ryan Wiesbrock                                        | 2017                         | American Greetings Entertainment                                                                                              | First family-oriented production from Stoopid Buddy Stoodios.  |
| Adult Swim | Hot Streets         | Brian Wysol                                           | 2018–2019                    | Williams Street Justin Roiland's Solo Vanity Card Productions!                                                                | First traditional animated series from Stoopid Buddy Stoodios. |
| Hulu       | Crossing Swords     | John Harvatine IV Tom Root                            | 2020–present                 | Tom Is Awesome Sony Pictures Television                                                                                       | Produced under Buddy Systems.                                  |
| Syfy       | The Summoner        | Charlie Hankin                                        | 2021–present                 | | [ 2 ]                                                          |
| Hulu       | M.O.D.O.K.          | Jordan Blum Patton Oswalt                             | 2021–present                 | 10k Multiverse Cowboy Marvel Television                                                                                       |                                                                |
| AMC        | Ultra City Smiths   | Steve Conrad                                          | 2021                         | AMC Studios | [ 4 ]                                                          |
| Roku       | Gloop World         | Justin Roiland John Harvantine IV Eric Towner         | TBA                          | Justin Roiland's Solo Vanity Card Productions!                                                                                | [ 5 ]                                                          |
| Roku       | Micro Mayhem        | John Harvatine IV                                     | TBA                          | Golem Creations Entertainment One                                                                                             | [ 6 ]                                                          |
| Roku       | Filthy Animals      | Nikolai Haas Simon Haas Carrey O'Donnell Johnny Smith | TBA                          | Le Train Train | [ 7 ]                                                          |
| TBA        | Superbago!          | TBA                                                   | TBA                          | Sony Pictures Animation | Originally developed as a feature film.                        |

### Web series
| Network                          | Show                    | Creator(s) / Developer(s) | Year(s)      | Co-production(s)       | Notes                          |
| -------------------------------- | ----------------------- | ------------------------- | ------------ | ---------------------- | ------------------------------ |
| YouTube                          | The Stoop!d Monkey Show | N/A                       | 2011–2014    |                        | Produced under Stoop!d Monkey. |
| WWE Network                      | WWE Slam City           | WWE                       | 2014         | WWE Studios            |                                |
| YouTube                          | The Grand Slams         | Denny's                   | 2014–2018    | Denny's                |                                |
| YouTube                          | Kre-O Transformers      | N/A                       | 2015         | Hasbro                 |                                |
| YouTube                          | Bratz                   | N/A                       | 2015         | MGA Entertainment      |                                |
| WWE Network                      | Camp WWE                | Seth Green                | 2016–present | Film Roman WWE Studios | [ 10 ]                         |
| Instagram YouTube Comedy Central | Blark and Son           | Ben Bayouth Adam Aseraf   | 2018–present |                        |                                |
| Adult Swim                       | Alabama Jackson         | Donald Faison             | TBA          | Williams Street        | [ 11 ]                         |

### Specials
| Network    | Special                                                    | Year | Co-production(s)                                              | Notes                          |
| ---------- | ---------------------------------------------------------- | ---- | ------------------------------------------------------------- | ------------------------------ |
| Adult Swim | Robot Chicken: Star Wars                                   | 2007 | ShadowMachine Sony Pictures Digital Lucasfilm Williams Street | Produced under Stoop!d Monkey. |
| Adult Swim | Robot Chicken: Star Wars Episode II                        | 2008 | ShadowMachine Sony Pictures Digital Lucasfilm Williams Street | Produced under Stoop!d Monkey. |
| Adult Swim | Robot Chicken: Star Wars Episode III                       | 2010 | ShadowMachine Sony Pictures Digital Lucasfilm Williams Street | Produced under Stoop!d Monkey. |
| Adult Swim | Robot Chicken DC Comics Special                            | 2012 | DC Entertainment Sony Pictures Television Williams Street     | Produced under Stoop!d Monkey. |
| Adult Swim | Robot Chicken DC Comics Special 2: Villains in Paradise    | 2014 | DC Entertainment Sony Pictures Television Williams Street     | Produced under Stoop!d Monkey. |
| Adult Swim | Robot Chicken DC Comics Special III: Magical Friendship    | 2015 | DC Entertainment Sony Pictures Television Williams Street     | Produced under Stoop!d Monkey. |
| Netflix    | Buddy Thunderstruck: The Maybe Pile                        | 2017 | American Greetings Entertainment                              | Interactive special            |
| Adult Swim | The Robot Chicken Walking Dead Special: Look Who's Walking | 2017 | Sony Pictures Television Williams Street                      | Produced under Stoop!d Monkey. |
| Adult Swim | The Bleepin' Robot Chicken Archie Comics Special           | 2021 | Archie Comics Sony Pictures Television Williams Street        | Produced under Stoop!d Monkey. |
| Fox        | Untitled holiday special                                   | TBA  | Fox Entertainment                                             | [ 12 ]                         |

### Feature films
| Film       | Year(s) | Co-production(s)                                     | Notes                                               |
| ---------- | ------- | ---------------------------------------------------- | --------------------------------------------------- |
| Changeland | 2019    | Living Films Karivara Films                          | First live-action film from Stoopid Buddy Stoodios. |
| Rabbids    | TBA     | Ubisoft Film & Television Mandeville Films Lionsgate | [ 13 ]                                              |

### Other credits
| Show / Film                          | Year(s)      | Notes |
| ------------------------------------ | ------------ | --- |
| MAD                                  | 2011–2013    | Animation services for Spy vs. Spy (seasons 2–4)                                                                                        |
| Big Top Scooby-Doo!                  | 2012         | Main title sequence |
| The Simpsons                         | 2013         | Couch gag for "The Fabulous Faker Boy"                                                                                                  |
| The Lego Movie                       | 2014         | End title sequence |
| Crazy Ex-Girlfriend                  | 2014–2019    | Main title sequence for season 1, animated transitions and "Our Twisted Fate" in season 4                                               |
| Lego Scooby-Doo                      | 2015–2016    | Animation services |
| Adam Ruins Everything                | 2018         | Animation services for "Re-Animated History"                                                                                            |
| The Epic Tales of Captain Underpants | 2018         | Stop-motion sequences for the episode "The Costly Conundrum of the Calamitous Claylossus" and "The Xtreme Xploits of the Xplosive Xmas" |
| Woke                                 | 2020–present | Puppets and animation services |